# Horst Bischoff
Horst Bischoff (* 25. Juli 1936 in Stettin; † 28. Oktober 2024 in Berlin) war von 1970 bis 1990 Offizier im besonderen Einsatz des Ministeriums für Staatssicherheit der DDR und in dieser Funktion von 1988 bis 1990 Leiter des Instituts der Zollverwaltung der DDR.

## Leben
Die Eltern von Horst Bischoff waren Bauern in Mecklenburg. Von 1943 bis 1950 war er Schüler an der Volksschule in Reinkenhagen bei Greifswald. 1950 wurde er Mitglied der FDJ und hauptamtlicher Pionierleiter. Von 1951 bis 1953 war er Lehrling im VEB Bau-Union Stralsund und machte seinen Abschluss als Maurer.
Schon als 16-Jähriger beantragte er Mitglied der SED zu werden, vier Jahre später, 1956 wurde dem stattgegeben und er wurde Kandidat der SED. Seine Eltern waren gegen diesen Parteieintritt und hatten eigentlich die Absicht, dass der Sohn einmal den elterlichen Bauernhof übernimmt. Dies wurde von Horst Bischoff jedoch abgelehnt, er brach mit seinen Eltern.
Von 1955 bis 1956 war Bischoff Angehöriger der Kasernierten Volkspolizei, ab 1956 der NVA. 1957 wurde er Angehöriger des Amtes für Zoll und Kontrolle des Warenverkehrs (AZKW) und wurde hier in der Abteilung Untersuchung und Recht, der späteren Zollfahndung, verwendet. 1959 wurde er Mitglied der SED. Von 1960 bis 1962 besuchte er die Mittlere Schule der Volkspolizei in Aschersleben und wurde als Kriminalist ausgebildet. Am 13. August 1961 nahm Bischoff in dieser Verwendung am Bau der Berliner Mauer teil.
Noch vor 1964 legte Bischoff die Hochschulreife an der Volkshochschule ab. Von 1964 bis 1968 war er Student an der Humboldt-Universität in Berlin in der Fachrichtung Kriminalistik. In der Zeit von etwa 1967 bis 1970 war Bischoff Inoffizieller Mitarbeiter (IM) des Ministeriums für Staatssicherheit der DDR (MfS), ab dem 1. November 1970 fungierte er als Offizier im besonderen Einsatz des MfS (OibE) unter dem Decknamen „Manfred“. Bis 1972 oder 1973 war er Sachgebietsleiter Zollfahndung in der Hauptverwaltung Berlin, bevor er an die Fachschule der Zollverwaltung der DDR in Plessow wechselte und hier Erster Stellvertreter des Direktors wurde.
Horst Bischoff war seit 1972 Dr. jur., nachdem er an der Juristischen Hochschule Potsdam in der Fachrichtung Kriminalistik seine Dissertation „Die Tätigkeit des Zollfahndungsdienstes zur Aufklärung und Bekämpfung des organisierten Versandes von Paketen und Päckchen in die DDR, der im Rahmen der politisch-ideologischen Diversion und der feindlichen Kontaktpolitik des Gegners durch westdeutsche und West-Berliner Organisationen erfolgt“ verfasste.
1976 und Ende der 1970er / Anfang der 1980er Jahre studierten auch Angehörige der Zollorgane Kubas und Äthiopiens in Plessow. In diesem Zusammenhang bereiste Bischoff diese Länder. Am 27. April 1979 erfolgte zum OibE Genossen Major Horst Bischoff eine Einschätzung des Leiters der Abteilung Zoll-Abwehr der HV VI des MfS. In dieser wurden Bischoff umfangreiche und fundierte tschekistische Kenntnisse und Fähigkeiten bescheinigt, die er dazu nutzte, um bei seinen Dienstreisen nach Kuba und Äthiopien die Delegation der Zollverwaltung gegen „feindliche Aktivitäten“ abzuschirmen und Informationen von operativer Bedeutung zu Kontaktpersonen zu erlangen. Bischoff unterstand persönlich ein FIM, der wiederum ein Netz von vier IM/GMS führte. Durch seinen persönlichen Einsatz konnte u. a. mehr Kontinuität in der konspirativen Zusammenarbeit mit „positiven Ergebnissen“ erreicht werden. Weiter wurde eingeschätzt, dass Horst Bischoff das MfS über alle ihm bekannt gewordenen politisch-operativ relevanten Vorgänge informierte und entsprechend seiner Funktion mit einem sehr hohen Informationsaufkommen Veränderungen im Interesse des MfS herbeigeführt hat und einen wesentlichen Anteil bei der konspirativen Durchsetzung der Interessen des MfS an der Zollfachschule gehabt habe.
Mit ausdrücklicher Zustimmung des MfS wurde die Fachschule der Zollverwaltung ab dem 1. Januar 1981 Institut mit Hochschulcharakter. Bischoff wurde hier Stellvertreter für Forschung.
Die B-Promotion mit der Dissertation „Anforderungen an die wirksame Gestaltung der Zollkontrolle des grenzüberschreitenden Wechselreiseverkehrs entsprechend den innen-, außen- und sicherheitspolitischen Erfordernissen in Durchsetzung der Politik unserer Partei“ erfolgte im Jahr 1984, die Erstellung dieser war maßgeblich nur unter Zuhilfenahme des Fachwissens einiger ihm unterstellter Mitarbeiter des Lehrstuhls Recht am Institut möglich. 1985 wurde er Professor für Staatsrecht am Institut der Zollverwaltung der DDR.
1988 erfolgte die Ernennung von Bischoff zum Direktor des Instituts und zum Zollhauptinspekteur, nachdem der bisherige Direktor Zollinspekteur Dieter Rutsch als IM für das MfS weitestgehend unwichtig wurde und nach einem Vorkommnis unter Alkoholeinfluss, welches im Institut bekannt wurde, für das MfS nicht mehr tragbar war. Horst Bischoff war als OibE des MfS neben Dieter Rutsch maßgeblicher Wegbereiter für die engen Verbindungen des Instituts der Zollverwaltung zur Juristischen Hochschule Potsdam mit deren dogmatischen Staatssicherheits-Richt- und Leitlinien.
Nach Wende und Deutscher Einheit engagierte sich Bischoff als Gründungsmitglied und stellvertretender Vorsitzender der Initiativgemeinschaft zum Schutz der sozialen Rechte ehemaliger Angehöriger bewaffneter Organe und der Zollverwaltung der DDR e. V. (ISOR). Dieser eingetragene Verein steht zumindest im Verdacht Geschichtsrevisionismus zu betreiben. Im Internetauftritt des Kai Homilius Verlages Werder (Havel) wird Horst Bischoff als Mitautor des Buches „Siegerjustiz?“ genannt. In der Autorenbiographie wird die damalige konspirative MfS-Tätigkeit Bischoffs komplett ausgeblendet.
Seine Ehefrau war in der ehemaligen DDR Verkäuferin im Intershop in Potsdam. Horst Bischoff lebte in Berlin-Neu-Hohenschönhausen. Seine Beisetzung erfolgte am 23. November 2024 auf dem Friedhof der Pius-Gemeinde in  Alt-Hohenschönhausen.